# Slider (thành tố điều khiển)

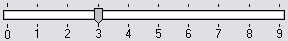
Một dạng slider (một trong nhiều kiểu)

Slider (Track bar, nghĩa đen: thanh trượt) là một thành tố điều khiển đồ họa mà người dùng có thể cài đặt giá trị bằng cách di chuyển một vật chỉ thị (indicator), thường theo chiều ngang. Trong một số trường hợp, người dùng cũng có thể nhấp vào một điểm trên slider để thay đổi cài đặt. Nó khác với một scrollbar (thanh cuộn) ở chỗ tuy không liên tục, nhưng được dùng để điều chỉnh giá trị mà không thay đổi trạng thái hiển thị hoặc các thông tin khác trên màn hình.

## Kết hợp với thanh tiến trình (progress bar)
Slider cũng được kết hợp với thanh tiến trình trong việc phát lại phương tiện truyền phát (streaming media) thông qua kết nối mạng (ví dụ: video YouTube) để hiển thị vị trí đệm nội dung so với vị trí phát lại. Điều này được thực hiện bằng cách chồng một vùng màu mờ (thanh tiến trình) lên trên slider, cho biết kích cỡ nội dung đệm để người dùng quyết định có nên "nhảy" tiến trình về phía trước hay không.